# Дримспел
Дримспел — езотеричний календар, заснований на сучасній інтерпретації календаря мая New Age-спіритуалістом маяністом, філософом і письменником Хосе Арґуельєсом, робота на яким була розпочата у 1987 і випущений як настільна гра у 1993.

## Корисні посилання
- Підручник для 13-Місячного календаря Дримспел [Архівовано 27 вересня 2016 у Wayback Machine.]